# نادي فيكينغ
نادي فيكينغ لكرة القدم قالب:Viking FK هو نادي كرة قدم في النرويج تأسس في 10 أغسطس 1899.هو أحد أعرق وأشهر الأندية في النرويج، يقع في مدينة ستافنغر (Stavanger) جنوب غرب البلاد. تأسس النادي في 10 أغسطس 1899، ويُعتبر رمزًا رياضيًا وثقافيًا مهمًا في النرويج، حيث يعكس اسم "فيكينغ" ارتباطه بتاريخ الفايكنغ وثقافتهم البحرية القوية .
الملعب
يخوض فيكينغ مبارياته في ملعبه "فيكينغ ستاديون" (Viking Stadion)، الذي يقع في منطقة Jåttåvågen في ستافنغر. تم افتتاحه في مايو 2004، ويتسع لحوالي 15,900 متفرج. يُعرف الملعب بجوّه الحماسي، حيث يُعتبر معقلًا لجماهير النادي المخلصة والمعروفة باسم "Vikinghordene" (الجيش الفايكنغي) .
البطولات والإنجازات
يُعد فيكينغ من أنجح الأندية في تاريخ كرة القدم النرويجية، حيث فاز بثماني بطولات دوري نرويجي (Eliteserien) في سنوات: 1958، 1972، 1973، 1974، 1975، 1979، 1982، و1991.
```
كما فاز النادي بكأس النرويج (Norwegian Cup) ست مرات في أعوام: 1953، 1959، 1979، 1989، 2001، و2019 .
```

المشاركة الأوروبية
حقق فيكينغ نجاحات ملحوظة في البطولات الأوروبية، أبرزها الفوز على تشيلسي الإنجليزي في كأس الاتحاد الأوروبي موسم 2002-2003، وإقصاء سبورتينغ لشبونة البرتغالي من نفس البطولة في موسم 1999-2000، بالإضافة إلى التأهل إلى دور المجموعات في كأس الاتحاد الأوروبي موسم 2005-2006 .
شخصيات بارزة في تاريخ النادي
تريغفي يوهانيسن – الهداف التاريخي (181 هدفًا)
أندريه دانييلسن – أكثر اللاعبين مشاركة (553 مباراة)
سفين كفيا – قائد أسطوري، فاز بألقاب متعددة
إيساك أرني ريففيك – هداف بارز في السبعينات والثمانينات